# Álex Galindo
Alexander Galindo Rodríguez, detto Álex (Mayagüez, 6 maggio 1985), è un ex cestista portoricano.

## Carriera
Con Porto Rico ha disputato i Campionati mondiali del 2014 e due edizioni dei Campionati americani (2011, 2013).